# Roadrunner (cocktail)
Pour les articles homonymes, voir Roadrunner.
Un Road Runner ou Roadrunner (coureur de route, en anglais) est un cocktail, à base de vodka, crème de noix de coco, et angostura,, baptisé du nom des roadrunners américains (Grand Géocoucou) des déserts arides des États-Unis.

## Histoire
Variante des Swimming Pool, Russe blanc, Piña colada, Punch coco, ou Blue Hawaii..., le nom de ce cocktail est inspiré des roadrunners américains (Grand Géocoucou) des déserts arides des États-Unis, devenus célèbres dans le monde grâce au personnage Bip Bip du Grand Canyon, de la série de dessin animé Bip Bip et Coyote, de Looney Tunes et Warner Bros.

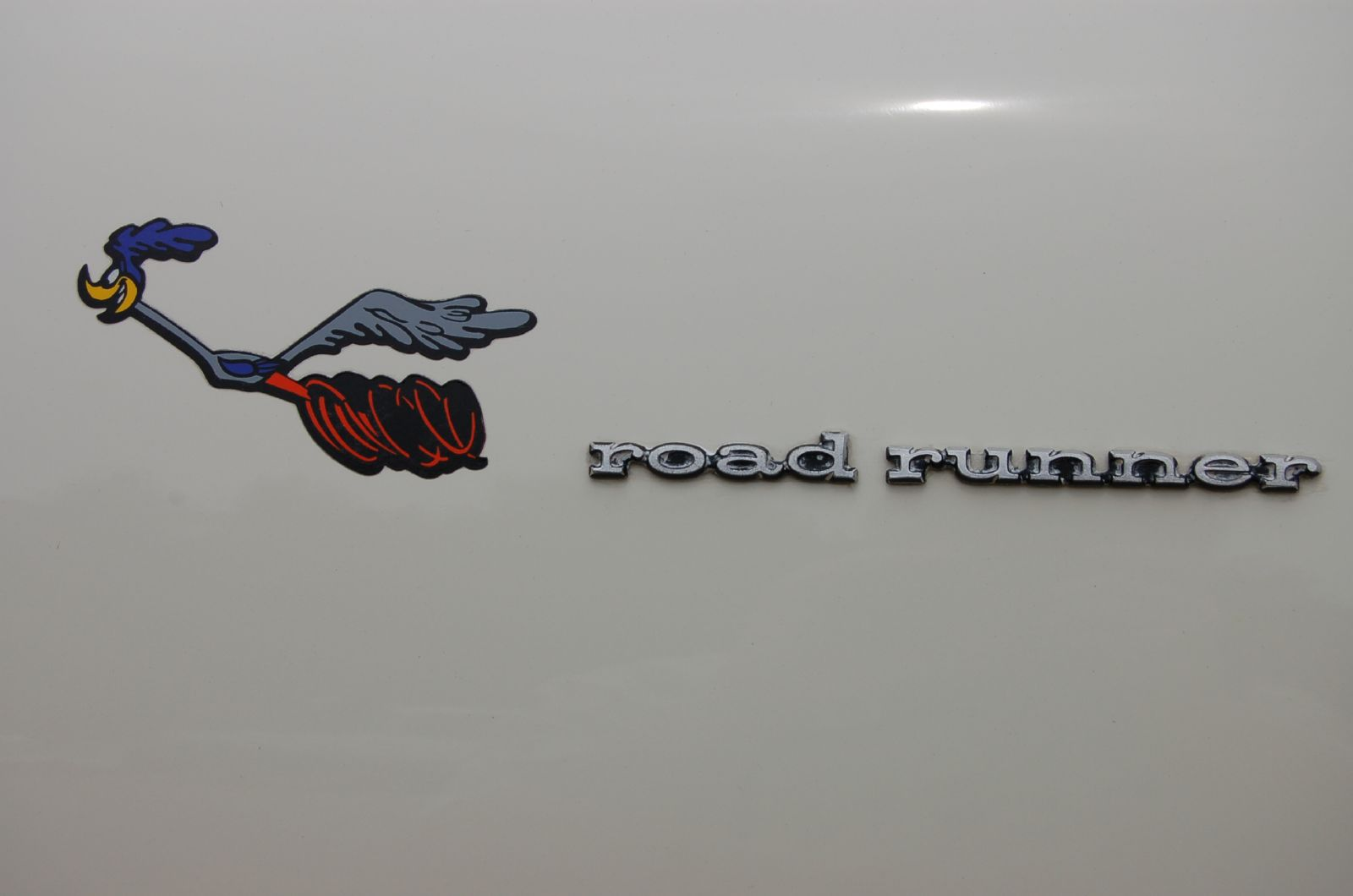
Bip Bip, de Bip Bip et Coyote, de Looney Tunes
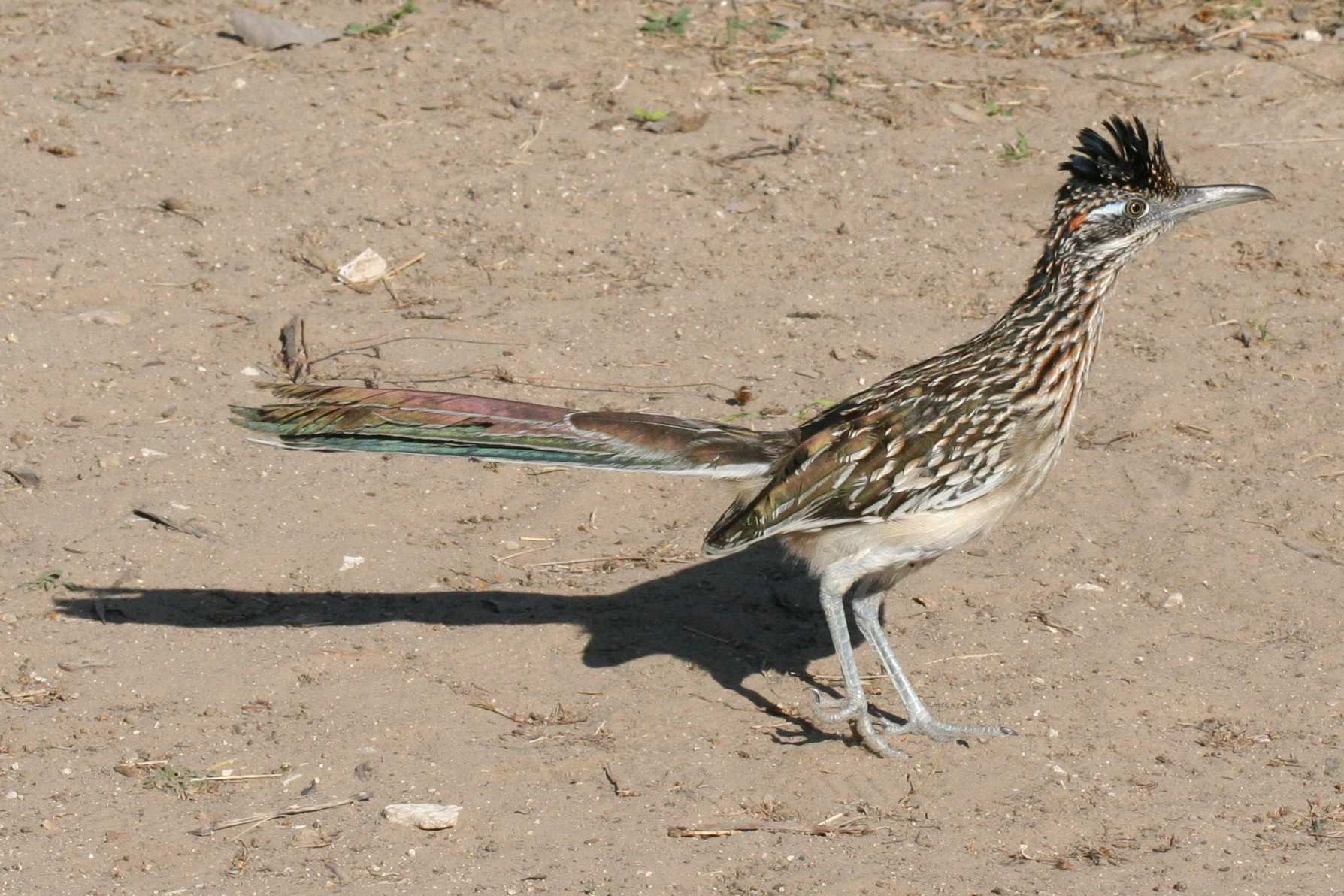
Roadrunner (Grand Géocoucou)
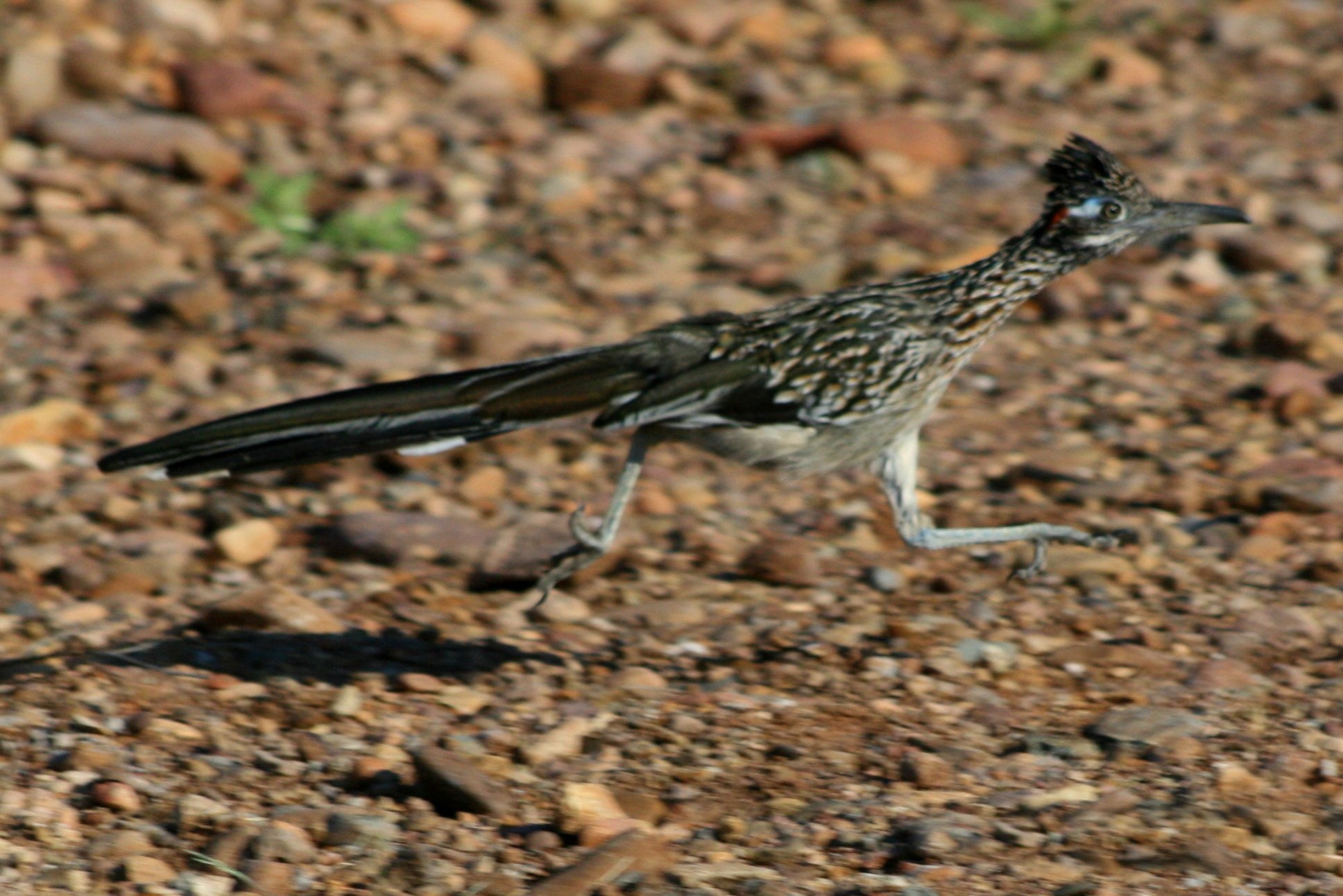
Roadrunner

## Recette
Mélanger vigoureusement au shaker vodka, crème de noix de coco, angostura, et glaçons, jusqu'à ce que le mélange soit bien givré. Filtrer le tout dans un verre à cocktail glacé,,.

## Ingrédients
- 2 doses de vodka
- 1 dose de crème de noix de coco (ou de rhum à la noix de coco)
- 1 dose d'angostura

## Quelques variantes
- Punch coco, rhum, lait de coco
- Russe blanc, vodka, crème, liqueur de café
- Piña colada, rhum, crème de noix de coco, jus d'ananas
- Blue Hawaii, rhum, lait de coco, curaçao bleu, jus d'ananas
- Swimming Pool, vodka, rhum, crème de noix de coco, curaçao bleu, jus d'ananas.